# Campionati del mondo di ciclismo su strada 2009 - Cronometro femminile Elite
La cronometro individuale Donne Elite dei Campionati del mondo di ciclismo su strada 2009 è stata corsa il 23 settembre nel territorio circostante Mendrisio, in Svizzera, ed ha affrontato un percorso totale di 26,8 km. La statunitense Kristin Armstrong ha vinto la medaglia d'oro, terminando in 35'26"09.

## Percorso
Partenza ed arrivo agli impianti sportivi di Mendrisio. Dopo i primi 3 km pianeggianti che attraversano la sede d'arrivo della prova in linea del Mondiale 1971, inizia la discesa verso il Lago di Lugano e si raggiunge direttamente Riva San Vitale, senza scendere in riva al lago. Da Riva il circuito si sposta verso Rancate con due tratti in leggero falsopiano ai quali segue la salita della Rossa di Rancate, 650 m di dura ascesa con punte di pendenza attorno al 10%. Attraversata questa località si attraversano Ligornetto, Stabio e Genestrerio da cui il circuito ripercorre l'ultimo km del percorso della prova in linea. Circuito di 13,4 km da percorrere due volte.

## Squadre e corridori partecipanti
Ogni nazione poteva iscrivere 4 atlete e schierarne due in gara. Le campionesse continentali e la campionessa mondiale uscenti potevano essere iscritte in aggiunta alle sei partecipanti iscritte.
- Campionessa mondiale uscente:  Amber Neben
- Europa:  Ellen van Dijk
- America:  Giuseppina Grassi Herrera
- Africa:  Cashandra Slingerland
- Oceania:  Bridie O'Donnell

Le 41 partecipanti sono state suddivise in quattro gruppi; all'interno di ogni gruppo le partenze avvenivano ogni minuto e mezzo, mentre tra un gruppo e l'altro vi era una pausa di 26 minuti, per permettere alle cicliste in corsa di terminare il circuito.
| Gruppo 1 | Gruppo 1                           | Gruppo 1 | Gruppo 2 | Gruppo 2                  | Gruppo 2 | Gruppo 3 | Gruppo 3              | Gruppo 3 | Gruppo 4 | Gruppo 4               | Gruppo 4 |
| -------- | ---------------------------------- | -------- | -------- | ------------------------- | -------- | -------- | --------------------- | -------- | -------- | ---------------------- | -------- |
| 41       | Monrudee Chapookham                | 39º      | 31       | Martina Ruzickova         | 34º      | 21       | Chanpeng Nontasin     | 36º      | 11       | Jeannie Longo-Ciprelli | 10º      |
| 40       | Eivgenia Vysotskaya                | 35º      | 30       | Bridie O'Donnell          | 22º      | 20       | Tatiana Guderzo       | 18º      | 10       | Noemi Cantele          | 2º       |
| 39       | Ellen van Dijk                     | 20º      | 29       | Wendy Houvenaghel         | 23º      | 19       | Diana Žiliūtė         | 16º      | 9        | Alexis Rhodes          | 13º      |
| 38       | Veronica Leal Balderas             | 32º      | 28       | Giuseppina Grassi Herrera | 29º      | 18       | Vicki Whitelaw        | 21º      | 8        | Karin Thürig           | 9º       |
| 37       | Blaza Klemencic                    | 31º      | 27       | Debora Galvez Lopez       | 38º      | 17       | Emilia Fahlin         | 27º      | 7        | Kristin Armstrong      | 1º       |
| 36       | Eneritz Iturriagaechevarria Mazaga | 25º      | 26       | Olivia Dillon             | 33º      | 16       | Tara Whitten          | 8º       | 6        | Emma Pooley            | 11º      |
| 35       | Monica Ceccon                      | 41º      | 25       | Pascale Schnider          | 28º      | 15       | Trine Schmidt         | 17º      | 5        | Linda Villumsen        | 3º       |
| 34       | Iryna Shpylova                     | 30º      | 24       | Julie Beveridge           | 19º      | 14       | Trixi Worrack         | 12º      | 4        | Тat'jana Аntošina      | 7º       |
| 33       | Vilija Sereikaite                  | 26º      | 23       | Kathryn Bertine           | 37º      | 13       | Aleksandra Burčenkova | 24º      | 3        | Christiane Soeder      | 5º       |
| 32       | Jessica Phillips                   | 14º      | 22       | Polona Batagelj           | 40º      | 12       | Regina Bruins         | 15º      | 2        | Judith Arndt           | 4º       |
|          |                                    |          |          |                           |          |          |                       |          | 1        | Amber Neben            | 6º       |

## Classifica (Top 10)
| Pos. | Corridore              | Squadra     | Tempo     |
| ---- | ---------------------- | ----------- | --------- |
| 1    | Kristin Armstrong      | Stati Uniti | 35'26"09  |
| 2    | Noemi Cantele          | Italia      | a 55"01   |
| 3    | Linda Villumsen        | Danimarca   | a 58"25   |
| 4    | Judith Arndt           | Germania    | a 1'24"25 |
| 5    | Christiane Soeder      | Austria     | a 1'28"27 |
| 6    | Amber Neben            | Stati Uniti | a 1'29"74 |
| 7    | Тat'jana Аntošina      | Russia      | a 1'31"75 |
| 8    | Tara Whitten           | Canada      | a 1'33"99 |
| 9    | Karin Thürig           | Svizzera    | a 1'38"01 |
| 10   | Jeannie Longo-Ciprelli | Francia     | a 1'48"34 |